# Limia
 Limia  és un gènere de peixos de la família dels pecílids i de l'ordre dels ciprinodontiformes.

## Taxonomia
- Limia caymanensis (Rivas & Fink, 1970)
- Limia dominicensis (Valenciennes, 1846)
- Limia fuscomaculata (Rivas, 1980)
- Limia garnieri (Rivas, 1980)
- Limia grossidens (Rivas, 1980)
- Limia heterandria (Regan, 1913)
- Limia immaculata (Rivas, 1980)
- Limia melanogaster (Günther, 1866)
- Limia melanonotata (Nichols & Myers, 1923)
- Limia miragoanensis (Rivas, 1980)
- Limia nigrofasciata (Regan, 1913)
- Limia ornata (Regan, 1913)
- Limia pauciradiata (Rivas, 1980)
- Limia perugiae (Evermann & Clark, 1906)
- Limia rivasi (Franz & Burgess, 1983)
- Limia sulphurophila (Rivas, 1980)
- Limia tridens (Hilgendorf, 1889)
- Limia versicolor (Günther, 1866)
- Limia vittata (Guichenot, 1853)
- Limia yaguajali (Rivas, 1980)
- Limia zonata (Nichols, 1915)[1][2][3][4][5]